# Catedral de Nuestra Señora Reina de la Paz (Broome)
La Catedral de Nuestra Señora Reina de la Paz o simplemente Catedral de Broome (en inglés: Our Lady Queen of Peace Cathedral) Es el principal lugar de culto católico en la ciudad de Broome, Australia, y la sede del obispado de la diócesis de Broome.
En 1899 se construyó en el sitio una iglesia de madera, dedicada a Nuestra Señora de la Paz, con la ayuda de los buscadores de perlas de Filipinas. Más tarde, la torre y otras modificaciones se completaron en abril de 1904.
A principios del 1960, la antigua iglesia de madera y hierro necesita reparaciones. El mal estado de la iglesia, combinado con el hecho de que el edificio era demasiado pequeño para la creciente comunidad de fieles, dio lugar a la decisión de construir una nueva iglesia para la ciudad.
Stan Costello, originario de Perth, fue el encargado de diseñar la nueva iglesia de Broome. El edificio, en una posición adyacente al sitio de la antigua iglesia, se inició en abril de 1963 y se terminó en septiembre del mismo año.